# Oxysmilia rotundifolia
Espèce
Statut CITES
Oxysmilia rotundifolia est une espèce de coraux appartenant à la famille des Caryophylliidae.